# Kayo Satoh
Pour les articles homonymes, voir Sato.
Kayo Satoh (佐藤 かよ, Satō Kayo, né le 26 décembre 1988 dans la préfecture d'Aichi), est une top-modèle japonaise qui, en septembre 2010, a atteint la célébrité au Japon et à l'étranger, en révélant sur son blog qu'elle avait été assignée homme à la naissance. Elle a quitté sa ville natale pour ne pas être reconnue et vit maintenant comme une femme sous un nouveau nom. Ce sont des rumeurs sur Internet qui l'avait amenée à faire son coming out ». Elle affirme n'avoir pas eu recours à la chirurgie.[réf. nécessaire]

## Apparitions à la télévision
- Don! (NTV), 21 septembre 2010[2]
- ワケあり［秘］お宝映像祭 動画！インパクト王国 (Wake Ari "Hi" Otakara Eizō Matsuri Dōga! Inpukato Ōkoku?) (NTV), 22 septembre 2010[3]